# Arcania: Gothic 4
Arcania: Gothic 4 là một game nhập vai hành động, một phần trong dòng game Gothic, được phát triển bởi hãng Spellbound. Game được hãng JoWooD Entertainment phát hành vào ngày 12 tháng 10 năm 2010 cho Microsoft Windows và Xbox 360. Năm 2013, Nordic Games đã phát hành ArcaniA và bản mở rộng Arcania: Fall of Setarrif, dưới cái tên Arcania: The Complete Tale dành cho PlayStation 3 và Xbox 360, tiếp theo là phiên bản PlayStation 4 vào tháng 5 năm 2015.

## Cốt truyện
Chiến tranh bao trùm quần đảo phía Nam như một tấm vải liệm đầy máu và cuối cùng, chiến tranh đến hòn đảo bình dị của Feshyr ở vùng Biển phía Nam (Southern Seas). Nhân vật chính của Arcania: Gothic 4 trở về từ một cuộc phiêu lưu để tìm nhà và ngôi làng của mình bị đốt cháy và bị cướp phá. Đoàn tàu của những kẻ xâm lược - với một con Đại bàng được hiển thị trên những cánh buồm cuồn cuộn của chúng - trốn thoát qua đường chân trời.
Tìm cách trả thù, người anh hùng rời khỏi ngôi làng bị phá hủy phía sau và sớm nhận ra rằng cuộc tấn công hèn nhát này không chỉ xảy ra với ý thích của một vị vua đồi trụy. Một thế lực tà ác đang chờ đợi ở ngưỡng cửa của thế giới này, và anh hùng của chúng ta sẽ cần phải đối mặt với cái ác không tên này. Tuy nhiên, người anh hùng không đơn độc - số phận của anh ta được liên kết với một người phụ nữ xinh đẹp, bí ẩn cũng như một cổ vật đầy quyền năng đến từ quá khứ xa xôi bị lãng quên.

## Lối chơi
So với các phiên bản tiền nhiệm, cơ chế trò chơi đã được đơn giản hóa. Ví dụ, chỉ có ba phép thuật có sẵn (nhưng có thể nâng cấp). Ngoài ra, nhân vật chỉ có thể tương tác với các nhân vật "được đặt tên" mà thôi. Do không có cơ chế ngủ nên người chơi không thể ngủ trong một khoảng thời gian đã chọn như trong các phần trước của game. Người chơi có thể sử dụng bất kỳ vũ khí nào vì chúng không có yêu cầu về chỉ số nhân vật. Không có giáo viên trong game như trong các phần trước và tất cả các kỹ năng có thể được học bằng cách sử dụng cây kỹ năng.

## Phát triển
Sự khởi đầu của quá trình phát triển đã được chính thức công bố vào ngày 23 tháng 8 năm 2007, cùng với tên của nhà phát triển mới. Dự án ban đầu được mang tên Gothic 4: Genesis; việc đổi tên thành Gothic 4: Arcania được công bố vào năm 2008. Tại Games Convention năm 2008, JoWooD Entertainment đã công bố một cái tên khác cho game - "Arcania: A Gothic Tale". Việc thay đổi tên phục vụ hai mục đích. Đầu tiên, nó gợi ý về một thế giới giàu ma thuật và giả tưởng. Thứ hai, và hoàn toàn từ góc độ tiếp thị, nó giúp cho thương hiệu Gothic khởi đầu mới ở Bắc Mỹ, nơi nó đã không đạt được sự phổ biến đáng kể.
Như đã thông báo tại Hội nghị CD Projekt năm 2010, Spellbound Entertainment đang phát triển các phiên bản Xbox 360 và Microsoft Windows, trong khi sau đó, một studio khác sẽ chuyển trò chơi sang hệ máy PlayStation 3. Các tin tức sau đó đã xác nhận rằng phiên bản PlayStation 3 đã bị trì hoãn cho đến năm 2011, trong khi phiên bản Xbox 360 và Microsoft Windows vẫn không thay đổi.
JoWooD và Spellbound Entertainment đã tuyên bố hợp tác với Trinigy, nhà cung cấp công nghệ game engine 3D. Trong phạm vi thỏa thuận cấp phép đa nền tảng, Spellbound đang phát triển Arcania: Gothic 4 bằng cách sử dụng Vision Engine 7 của Trinigy, với một số tính năng nhất định từ Vision Engine 8 bản mới được phát hành. Engine vật lý của Arcania là NVIDIA PhysX được xác nhận bởi đại diện của JoWooD Entertainment.
Năm 2009, JoWooD Entertainment đã phát hành trang web chính thức cho Arcania: Gothic 4, tiết lộ thông tin mới, ảnh chụp màn hình và tác phẩm nghệ thuật. Vào tháng 8 năm 2009, JoWooD Entertainment thông báo rằng Arcania: Gothic 4 sẽ bị trì hoãn cho đến năm 2010, giúp Spellbound có thêm thời gian để đánh bóng game. Đến tháng 9 năm 2009, Cộng đồng Gothic đã gửi thư cho JoWooD Entertainment, phàn nàn về việc thiếu hỗ trợ và thông tin liên quan đến Arcania: Gothic 4.
Tháng 3 năm 2010, Tiến sĩ Albert Seidl, cựu CEO JoWooD, đã tiết lộ rằng Arcania sẽ được phát hành vào mùa thu năm 2010. Tháng 6 năm 2010, Franz Rossler, CEO của JoWooD, đã xác nhận thông qua phỏng vấn rằng ngày phát hành của Arcania đã được lên kế hoạch vào tháng 10 năm 2010. Bản demo cho trò chơi được phát hành vào ngày 24 tháng 9 năm 2010. Arcania lần đầu tiên được giới thiệu tới công chúng vào tháng 8 tại Gamescom ở Köln, Đức. Phần chơi ngắn xuất hiện vào lúc khởi đầu game.

## Phát hành
Trò chơi được phát hành vào tháng 10 năm 2010 cho Microsoft Windows và Xbox 360. JoWooD đã công bố vào ngày 13 tháng 10 năm 2010, thông qua CEO Franz Rossler, nói rằng Arcania sẽ nhận được một số phần bổ sung trong năm 2011.
Một bản vá cho trò chơi đã được phát hành vào ngày 23 tháng 11 năm 2010, dành cho bản PC. Bản cập nhật thay đổi một chút cơ chế lối chơi trong game cụ thể, tăng hiệu suất tổng thể và thoát khỏi sự cố đứng game giữa chừng.
Vào ngày 9 tháng 12 năm 2010, JoWooD tuyên bố rằng họ sẽ phát hành Arcania: Fall of Setarrif vào năm 2011 - phần bổ sung đầu tiên của một số phần bổ sung được lên kế hoạch cho Arcania. Bên cạnh nhiều giờ chơi, địa điểm và nhiệm vụ quái vật mới, phần bổ sung này đã giới thiệu một tính năng mới - khả năng hóa thân vào các nhân vật được biết đến từ dòng game Gothic.

## Bản mở rộng
Vào tháng 10 năm 2011, Fall of Setarrif cuối cùng đã được phát hành cho PC sau một thời gian trì hoãn và cung cấp thêm bốn đến tám giờ chơi game. Phiên bản PlayStation 3 được phát hành vào tháng 5 năm 2013 dưới tựa Arcania - The Complete Tale, bao gồm cả bản mở rộng Arcania - Fall of Setarrif.

## Đón nhận
Các phiên bản PC và Xbox 360 của Arcania: Gothic 4 nhận được những bài đánh giá "trái chiều", trong khi các phiên bản PlayStation 3 và PlayStation 4 của Arcania: The Complete Tale lài nhận được "những đánh giá chung không thuận lợi", theo trang web tổng hợp kết quả đánh giá Metacritic. Mặc dù trò chơi được ca ngợi về giá trị sản xuất và đồ họa, nhưng nó đã bị chỉ trích nặng nề vì đã loại bỏ nhiều yếu tố của các phần Gothic trước đó để làm cho trò chơi trở nên thân thiện hơn với người chơi thông thường và không đáp ứng được kỳ vọng của người hâm mộ dòng game này. Đến tháng 10 năm 2010, Arcania đã bán được 200.000 bản tại châu Âu.
GameSpot nói về phiên bản Xbox 360: "Arcania đã bị biến thành một trò chơi nhập vai hành động chung chung, vì vậy đây không phải là một tựa game Gothic về bất cứ điều gì ngoài phụ đề của nó." IGN bổ sung cho đồ họa tuyệt vời của các phiên bản PC và Xbox 360 cũng như "trải nghiệm thám hiểm hang động nặng nề không đánh thuế kỹ năng của bạn" cũng như cách mà Gothic 4 cho phép người chơi chơi thoải mái và tận hưởng thế giới trong game. Famitsu  đã cho phiên bản console cũ có số điểm là hai tám và hai bảy với tổng số 30/40.

## Phần tiếp theo
Theo một cuộc phỏng vấn với cựu Giám đốc điều hành của JoWooD, Tiến sĩ Albert Seidl, dường như phần tiếp theo đã từng được lên kế hoạch.